# Heðin Brú

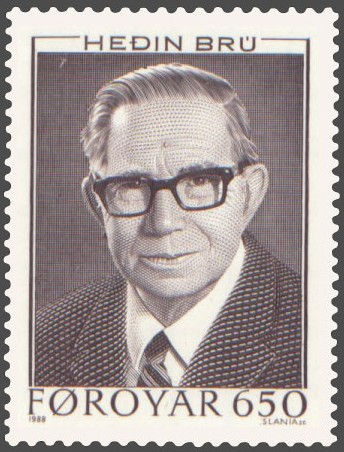
Heðin Brú auf einer Gedenkbriefmarke von 1988

Heðin Brú [heːjɪn brʉu], eigentlich Hans Jacob Jacobsen oder Hans Jákup í Stovuni (* 17. August 1901 in Skálavík, Färöer; † 18. Mai 1987 in Tórshavn) war ein färöischer Schriftsteller.
Heðin Brú war der dritte färöische Romanschriftsteller nach Regin í Líð und Hans A. Djurhuus. Er gilt als der färöische Klassiker und wird für seinen frischen und ironischen Stil geschätzt. Sein Roman Feðgar á ferð (deutscher Titel: Des armen Mannes Ehre, in der DDR: Ketil und die Wale; Neuübersetzung 2015: Vater und Sohn unterwegs) ist Buch des 20. Jahrhunderts auf den Färöern.
Zusammen mit seinen beinahe gleichaltrigen Kollegen William Heinesen, Jørgen-Frantz Jacobsen und Christian Matras spricht man auch von den „großen Vier“ ihrer Generation auf den Färöern.

## Leben und Wirken
Heðin Brú fuhr, wie viele seiner Landsleute, in jungen Jahren als Fischer zur See. Nach zwei Saisons entschied er sich für eine landwirtschaftliche Ausbildung in Dänemark. Zurück auf den Färöern, betätigte er sich als Landwirtschaftsberater. Als solcher kam er im ganzen Land herum und in Kontakt mit der einfachen Dorfbevölkerung, was sein literarisches Werk maßgeblich prägen sollte.
1930 erschien Heðin Brús erster Roman Lognbrá, der von einem Jungen erzählt, wie er in einem färöischen Dorf aufwächst. 1935 kommt der zweite Teil Fastatøkur heraus, wo der inzwischen junge Mann als Fischer auf einer Schaluppe arbeitet. Beide Bücher erschienen 1946 in dänischer Übersetzung unter dem Titel Høgni.

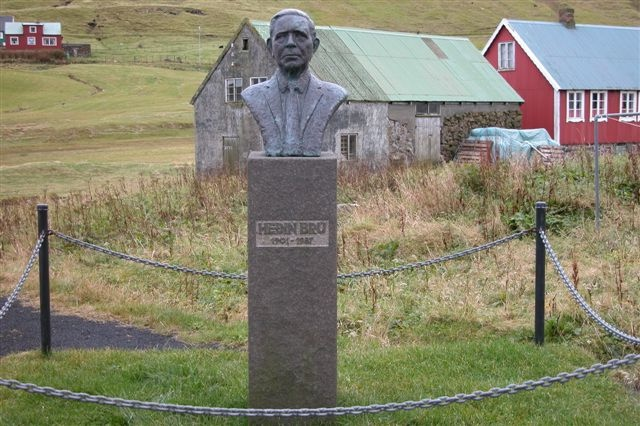
Heðin-Brú-Denkmal in seinem Geburtsort Skálavík

Feðgar á ferð, sein bekanntestes Werk, erschien 1940 auf Färöisch, 1962 auf Dänisch (Fattigmandsære), 1966 auf Deutsch (Des armen Mannes Ehre, Übersetzung der dänischen Ausgabe) und 1970 in den USA auf Englisch unter dem Titel The Old Man and his Sons. Es war der erste Roman, der aus dem Färöischen ins Englische übersetzt wurde. Er erzählt von dem Wandel der bäuerlichen Gesellschaft zu einer modernen Fischereination und den sich daraus ergebenden Generationskonflikten.
1963 erschien mit Leikum fagurt eine Satire auf die färöische Politik zwischen beiden Weltkriegen. Men livið lær (1970) handelt von einem färöischen Dorf um das Jahr 1800, und Tað stóra takið von 1972 führt uns in ein färöisches Dorf um 1900. Neben diesen Romanen schuf Heðin Brú drei Novellensammlungen, zwei Shakespeare-Übersetzungen (Hamlet und den Sturm) und bis zu seinem Tode eine beachtliche Menge an weiteren Übertragungen der Weltliteratur ins Färöische. Zwischen 1959 und 1974 erschien seine sechsbändige färöische Märchensammlung Ævintýr I – VI (mit Illustrationen von Elinborg Lützen). Ein Standardwerk.
Hans Jacob Jacobsens Sohn Bárður zählt auf den Färöern zu den wichtigsten bildenden Künstlern unserer Zeit.

## Werke
- Lognbrá. 1930 (Roman. diverse Auflagen)
- Fastatøkur. 1935 (Roman. diverse Auflagen)
  - Berättelsen om Högni; Übersetzung aus dem Färöischen ins Schwedische von Niels Edberg und Sigfrid Lindström. Lund: Gleerups Förlag, 1939 - 440 S.
  - Högni. Romanzo delle Faer-Öer; Übersetzung ins Italienische von Piero Monaci. Milano: A Mondadori, 1942
  - Högni; Übersetzung ins Spanische von Angel Giménez Ortiz. Barcelona: Hispano Americana de Ediciones, 1946 - 325 S.
- Fjallaskuggin. 1936 (Novellen, ab 1963 übersetzt und neu aufgelegt)
  - Fjallaskuggin; Illustriert von Bárður Jákupsson. Tórshavn: Eigenverlag, 1967 - 135 S. (2. Auflage, danach weitere)
    - Fjeldskyggen, noveller og skitser; Übersetzung ins Dänische von Gunnvá und Povl Skårup. Kopenhagen: Gyldendal, 1963 - 140 S.
    - Fjällskuggan och andra noveller från Färöarna; Auswahl und Übersetzung ins Schwedische von Birgitta Hylin; Titelbild von Bárður Jákupsson. Stockholm: P.A. Norstedt & Söners förlag, 1981 - 169 S.
    - hieraus: The White Church in: Sven H. Rossel (Hrsg.): Christmas in Scandinavia. University of Nebraska Press, 1996 - 182 S. ISBN 0803239076 (diverse Autoren)
- Grái táttur in: Sosialurin, 1938 (Satire)[1]
- Feðgar á ferð. Tórshavn: Varðin, 1940 - 160 S. (Roman. mindestens 5 Auflagen)
  - Feðgar á ferð; Übersetzung ins Isländische von Aðalsteinn Sigmundsson. Reykjavík: Víkingsútgáfan, 1941 - 208 S.
  - Fattigmandsære; Übersetzung ins Dänische von Gunnvá und Povl Skårup; Vorwort von William Heinesen. Kopenhagen: Gyldendal, 1962 - 146 S.
  - Fattigfolk på ferde; Übersetzung ins Norwegische von Ivar Eskeland; Vorwort von William Heinesen. Oslo: Det Norske Samlaget, 1964 - 152 S.
  - Des armen Mannes Ehre; aus dem Dänischen übertragen von Alfred Anderau. Mit Illustrationen von Camille Corti und einem Nachwort von William Heinesen (S. 221–223). Zürich: Flamberg, 1966 - 223 S.
  - nîsarnarsuíngôĸ / nugterissoĸ; Übersetzung aus dem Dänischen ins Grönländische von Jørgen Fleischer. Godthåb: Det Grønlandske Forlag, 1967 - 128 S.
  - The old man and his sons; Übersetzung ins Englische und Vorwort von John F. West; Zeichnungen von Bárður Jákupsson. New York: Paul S. Eriksson, 1970 - 203 S. ISBN 0839784120
  - Honor biedaka; Übersetzung ins Polnische von Henryk Anders und Maria Krysztofiak[2]. Poznań: Wydawnictwo Poznańskie, 1970 - 154 S.
  - Ketil und die Wale; Übertragung aus dem Dänischen von Ernst Walter unter Hinzuziehung des färöischen Originals. Mit einer Nachbemerkung des Übersetzers (S. 187–192). Rostock: Hinstorff, 1971 - 192 S.
  - Fattigmans heder; Übersetzung ins Schwedische von Birgitta Hylin; Umschlagsbild von William Heinesen. Stockholm: Bokförlaget Pan/Norstedts, 1977 - 137 S.
  - Vater und Sohn unterwegs; Übertragung aus dem Färöischen von Richard Kölbl. Mit einem Nachwort von Klaus Böldl; (S. 191–202). Berlin: Guggolz, 2015 - 205 S.
- Flókatrøll. Kopenhagen: Bókadeild Føroyingafelags, 1948 - 128 S. (Novellen. Übersetzungen zusammen mit Fjallaskuggin 1936. s. o.)
  - hieraus: Niklas Niklái (Esperanto 1949, 4 S.) im Internet
- Ævintýr; Illustrationen von Elinborg Lützen. Tórshavn: Føroya lærarafelag, 1959–1974 - 6 Bände (färöische Märchensammlung. Die 2. Auflage erscheint seit 1974)
- Føroyingasøga. Übersetzung aus dem Altnordischen ins Färöische von Heðin Brú und Rikard Long. Tórshavn: Skúlabókagrunnurin, 1962 - 105 S.
- Leikum fagurt ...; Einbandgestaltung von Bárður Jákupsson. Tórshavn: Eigenverlag, 1963 - 195 S. (diverse Auflagen)
- Purkhús. Selbstverlag, 1966 (Kurzgeschichten)
  - Hieraus: „Purkhús“ und „Allein auf Lítla Dímun (Einsamallur í Lítlu Dímun)“ In: »Von Inseln weiß ich...« Geschichten von den Färöern. Herausgegeben von Verena Stössinger und Anna Katharina Dömling, Unionsverlag 2006 ISBN 3-293-00366-4
- Men lívið lær. Tórshavn: Varðin, 1970 - 321 S. (Roman, diverse Auflagen, zuletzt als Schulbuch 2001, ISBN 99918-0-267-3[3])
- Búravnurin ; Umschlagsbild von Bárður Jákupsson. Tórshavn: Emil Thomsen, 1971 - 128 S.
- Tað stóra takið; Umschlagsbild von Bárður Jákupsson. 1. Auflage, Tórshavn: Bókagarður, Emil Thomsen, 1972 - 251 S.
- Endurminningar; Titelgestaltung von William Heinesen. Tórshavn: Bókagarður, Emil Thomsen, 1980 - 389 S. (Erinnerungen. 2001 als Hörbuch erschienen, 15 Musikkassetten)

## Übersetzungen
Folgende Werke der Weltliteratur hat Heðin Brú in die färöische Sprache übersetzt:
- Anton Pawlowitsch Tschechow: Másin. (russ. Чайка. Ohne Verlag und Jahr. In der Landesbibliothek der Färöer vorhanden, 59 Blätter. Das Stück wurde auf den Färöern aufgeführt, aber als Buch bisher nicht veröffentlicht)
- "William Shakespeare: Harðveðrið". In: Varðin 39, (Tórshavn) 1964 (engl. The Tempest)
- William Shakespeare: Hamlet, prinsur av Danmørk. Tórshavn: Varðin, 1969 - 244 S. (engl. Hamlet, Prince of Denmark)
- Henrik Ibsen: Hedda Gabler. Sjónleikur í fýra pørtum. Tórshavn: Havnar sjónleikarfelag, 1969 - 108 S.
- Knut Hamsun: Vælferðin; Zeichnungen von Bárður Jákupsson. Tórshavn: Bókagarður, Emil Thomsen, 1972 - 326 S.
- William Heinesen: Móðir Sjeystjørna; Titelbild von William Heinesen. Tórshavn: Emil Thomsen, 1975 - 135 S.
- William Heinesen: Glataðu spælimenninir; Titelbild von William Heinesen. Tórshavn: Emil Thomsen, 1975 - 298 S.
- Fjodor Michailowitsch Dostojewski: Tey á Steffansleiti. Tórshavn: Emil Thomsen, 1977 - 238 S. (Das Gut Stepantschikowo und seine Bewohner)
- Fjodor Michailowitsch Dostojewski: Karamasov-brøðurnir; Umschlagsbild von William Heinesen. Tórshavn: Bókagarður, Emil Thomsen, 1978 - 3 Bände, IX+452, 382, 458 S. (russ. Братья Карамазовы - Die Brüder Karamasow)
- Münchhausen greivi - sigur frá; Zeichnungen von Zacharias Heinesen. Tórshavn: Føroya lærarafelag, 1978 - 175 S.[4]
- Astrid Lindgren: Brøðurnir Leyvuhjarta.Tórshavn: Varðin, 1980 - 242 S. (schwed. Bröderna Lejonhjärta - Die Brüder Löwenherz)
- Brüder Grimm: Tann stóra ævintýrbókin. Tórshavn: Føroya lærarafelag, 1981 - 125 S. ("Das Große Märchenbuch")
- Emily Brontë: Harðförar hæddir; Titelbild von William Heinesen. Tórshavn: Bókagarður, Emil Thomsen, 1984 - 376 S. (engl. Wuthering Heights)
- Astrid Lindgren: Søgur; Übersetzungen ins Färöische von Heðin Brú et al. Velbastað: Dropin, 1986 - 263 S. ("Geschichten")
- Brüder Grimm: Ævintýrbókin; Übersetzungen ins Färöische von Heðin Brú et al. Tórshavn: Føroya lærarafelag, 1989 - 251 S. ("Das Märchenbuch")

## Auszeichnungen
- 1964: Färöischer Literaturpreis
- 1964: Statens Kunstfond: Produktionsprämie für Fjeldskyggen[5]
- 1980 zusammen mit Elinborg Lützen: Kinderbuchpreis der Kommune Tórshavn (für Ævintýr I-VI)[6][7]
- 1982: Holberg-Medaille[8]